# La Roue Tourangelle 2005
La Roue Tourangelle 2005, quarta edizione della corsa e valida come evento dell'UCI Europe Tour 2005 categoria 1.2, si svolse il 20 marzo 2005 su un percorso totale di circa 178 km. Fu vinta dal francese Gilles Canouet che terminò la gara in 4h02'32", alla media di 44,035 km/h.
Partenza con 148 ciclisti, dei quali 83 portarono a termine la gara.

## Squadre e corridori partecipanti
| N.      | Cod. | Squadra                         |
| ------- | ---- | ------------------------------- |
| 1-8     | AGR  | Agritubel-Loudun                |
| 11-18   | HAB  | Hemus 1896-Aurora 2000 Berchi   |
| 21-28   | KCT  | Kalev Chocolate-Classic Bycicle |
| 31-38   | DFL  | Driving Force Logistics         |
| 41-48   | ODM  | Omnibike Dynamo Moscow          |
| 51-58   |      | Belgio (bandiera)               |
| 71-78   |      | Cotes D'Armor                   |
| 81-88   |      | Roubaix-Lille Métropole         |
| 91-98   |      | AC Val D'Oise                   |
| 101-108 |      | UC Châteauroux-Fenioux          |

| N.      | Cod. | Squadra                       |
| ------- | ---- | ----------------------------- |
| 111-118 |      | Vendée U-Pays de la Loire     |
| 121-128 | AVC  | AVC Aix En Provence           |
| 131-138 | LPM  | La Pomme Marseille            |
| 141-148 |      | CA Mantes-La Ville            |
| 151-158 |      | Sablé Sarthe-Pays de la Loire |
| 161-168 |      | Blois Cac 41                  |
| 171-178 |      | RO Saint-Amand Montrond       |
| 181-188 |      | UC Sablé                      |
| 191-198 |      | CG Orléans-Loiret             |

## Ordine d'arrivo (Top 10)
| Pos. | Corridore       | Squadra       | Tempo    |
| ---- | --------------- | ------------- | -------- |
| 1    | Gilles Canouet  | Agritubel     | 4h02'32" |
| 2    | Julien Belgy    | Vendee U      | a 3"     |
| 3    | Tim Cassidy     | La Pomme Mar. | s.t.     |
| 4    | Vincent Jerome  | Vendee U      | s.t.     |
| 5    | Thomas Nosari   | Roubaix       | a 5"     |
| 6    | Yanto Barker    | Driving Force | s.t.     |
| 7    | Fabien Copin    | Amandoise     | s.t.     |
| 8    | Joel Pearson    | Côtes d'Armor | s.t.     |
| 9    | Thijs Zonneveld | Avc Aix       | s.t.     |
| 10   | Kalle Kriit     | Amandoise     | s.t.     |